# Гуарилья, Джин
Юджин Майкл Гуарилья (англ. Eugene Michael Guarilia; 13 сентября 1937, Duryea, Пенсильвания — 20 ноября 2016, Duryea, Пенсильвания) — американский профессиональный баскетболист. Исторически он единственный игрок в истории НБА, который провёл в чемпионате не менее трёх лет и каждый сезон своей карьеры выступал за команду, становившуюся чемпионом.

## Карьера

### Средняя школа
Он учился за средние школы Холи Розари и Дюрея. Гуарилья играл в баскетбол на первом курсе за колледж Потомак Стейт. Он установил рекорд конференции среди первокурсников, набрав 595 очков в 1953 году.

### Колледж
Гуарилья играл за университетскую баскетбольную команду Университета Джорджа Вашингтона, начиная с сезона 1956/1957. Он занял место Джо Холупа, который продолжил играть за «Сиракьюс Нэшнлз». В феврале 1957 года Гуарилья набирал в среднем 17,1 очков за игру и был шестым в NCAA по подборам. В двадцати играх он сделал 353 подбора. В феврале 1958 года Гуарилья был включён в сборную Южной конференции.

### НБА
Гуарилья был выбран во втором раунде драфта НБА 1959 года командой «Бостон Селтикс». Он сыграл в 129 играх за «Бостон» за четыре сезона (1959–1963), набирая в среднем 3,2 очка и 2,3 подбора за игру. За свою короткую карьеру он заработал четыре чемпионских перстня НБА.
В декабре 1959 года «Бостон» включили Гуарилью в свой список игроков-аренды, чтобы сократить свой состав до требуемого лимита в 10 игроков. Хотя официально Гуарилья не был включён в состав «Селтикс», он оставался в клубе, чтобы быть доступным в случае травм других игроков. Ред Ауэрбах рассматривал Джина в качестве подмены другого новичка — Джоном Рихтером. Тренер сказал, что этот шаг может быть сделан в соответствии с правилами НБА.
Гуарилья был особенно эффективен в победе «Бостона» над «Лос-Анджелес Лейкерс» в финальной серии сезона 1961/1962. В последние минуты основного времени, в решающей седьмой игре, он остановил Элджина Бэйлора. «Селтикс» победили в овертайме.
Новое правило НБА позволило Гуарилье стать 11-м игроком в составе «Бостона» в финальной серии сезона 1962/1963 против «Лейкерс». 25 сентября 1963 года «Селтикс» поместили Гуарилью в список отказов, чтобы сократить свой состав до 16 игроков.

## После карьеры
Гуарилья много лет преподавал охрану здоровья и физкультуру в средней школе Дьюрея, которая впоследствии стала Северо-восточной средней школой, а потом — старшей средней школой округа Питтстон.
В январе 2015 года район Питтстона посвятил свой корт Гуарильи, нарисовав на корте два трилистника и игровой номер Гуарильи — 20.
Гуарилья умер, в возрасте 79 лет, 20 ноября 2016 года.

## Статистика

### Статистика в НБА
| Сезон                                                                                    | Команда | Регулярный сезон | Регулярный сезон | Регулярный сезон | Регулярный сезон | Регулярный сезон | Регулярный сезон | Регулярный сезон | Регулярный сезон | Регулярный сезон | Регулярный сезон | Регулярный сезон | Серия плей-офф | Серия плей-офф | Серия плей-офф | Серия плей-офф | Серия плей-офф | Серия плей-офф | Серия плей-офф | Серия плей-офф | Серия плей-офф | Серия плей-офф | Серия плей-офф |
| Сезон                                                                                    | Команда | GP               | GS               | MPG              | FG%              | 3P%              | FT%              | RPG              | APG              | SPG              | BPG              | PPG              | GP             | GS             | MPG            | FG%            | 3P%            | FT%            | RPG            | APG            | SPG            | BPG            | PPG            |
| ---------------------------------------------------------------------------------------- | ------- | ---------------- | ---------------- | ---------------- | ---------------- | ---------------- | ---------------- | ---------------- | ---------------- | ---------------- | ---------------- | ---------------- | -------------- | -------------- | -------------- | -------------- | -------------- | -------------- | -------------- | -------------- | -------------- | -------------- | -------------- |
| 1959/60                                                                                  | Бостон  | 48               |                  | 8,8              | 37,7             |                  | 70,7             | 1,8              | 0,4              |                  |                  | 3,0              | 7              |                | 5,9            | 22,2           |                | 100,0          | 2,7            | 0,4            |                |                | 2,0            |
| 1960/61                                                                                  | Бостон  | 25               |                  | 8,4              | 40,4             |                  | 30,0             | 2,8              | 0,2              |                  |                  | 3,2              | Не участвовал  | Не участвовал  | Не участвовал  | Не участвовал  | Не участвовал  | Не участвовал  | Не участвовал  | Не участвовал  | Не участвовал  | Не участвовал  | Не участвовал  |
| 1961/62                                                                                  | Бостон  | 45               |                  | 8,2              | 37,9             |                  | 64,1             | 2,8              | 0,2              |                  |                  | 3,6              | 5              |                | 5,2            | 25,0           |                | 40,0           | 0,8            | 0,2            |                |                | 1,2            |
| 1962/63                                                                                  | Бостон  | 11               |                  | 7,5              | 28,9             |                  | 36,4             | 1,3              | 0,2              |                  |                  | 2,4              | Не участвовал  | Не участвовал  | Не участвовал  | Не участвовал  | Не участвовал  | Не участвовал  | Не участвовал  | Не участвовал  | Не участвовал  | Не участвовал  | Не участвовал  |
|                                                                                          | Всего   | 129              |                  | 8,4              | 37,6             |                  | 61,1             | 2,3              | 0,3              |                  |                  | 3,2              | 12             |                | 5,6            | 23,1           |                | 72,7           | 1,9            | 0,3            |                |                | 1,7            |
| Наведите курсор мыши на аббревиатуры в заголовке таблицы, чтобы прочесть их расшифровку. |         |                  |                  |                  |                  |                  |                  |                  |                  |                  |                  |                  |                |                |                |                |                |                |                |                |                |                |                |

### Статистика в NCAA
| Сезон | Команда          | Conf     | Class | GP | GS | MPG | FG%  | 3P% | FT%  | RPG  | APG | SPG | BPG | PPG  |
| --- | ---------------- | -------- | ----- | -- | -- | --- | ---- | --- | ---- | ---- | --- | --- | --- | ---- |
| 1956/57 | Джордж Вашингтон | Southern |       | 24 |    |     | 41,1 |     | 72,2 | 18,6 |     |     |     | 17,1 |
| 1957/58 | Джордж Вашингтон | Southern |       | 23 |    |     | 39,1 |     | 77,0 | 11,6 |     |     |     | 15,8 |
| 1958/59 | Джордж Вашингтон | Southern |       | 25 |    |     | 42,7 |     | 83,2 | 12,2 |     |     |     | 14,5 |
| Всего | Всего            | Всего    | Всего | 72 |    |     | 40,9 |     | 76,7 | 14,2 |     |     |     | 15,8 |
| Наведите курсор мыши на аббревиатуры в заголовке таблицы, чтобы прочесть их расшифровку Статистика приведена с сайта sports-reference.com |                  |          |       |    |    |     |      |     |      |      |     |     |     |      |